# کارل تئوفیل فریس
کارل تئوفیل فریس (آلمانی: Karl Theophil Fries; ۱۳ مارس ۱۸۷۵ – ۶ سپتامبر ۱۹۶۲) شیمیدان اهل آلمان بود. وی به دلیل کشف واکنش بازآرایی فریس شناخته شده است.